# ان‌جی‌سی ۵۹۲۹
ان‌جی‌سی ۵۹۲۹ یک کهکشان است.